# TISUS
TISUS (Test i svenska för universitets- och högskolestudier, Test in Schwedisch für Universitäts- und Hochschulstudien) ist ein standardisierter schwedischer Sprachtest. In Aufbau und Funktion ist er dem englischen TOEFL ähnlich. Die meisten ausländischen Studienbewerber müssen den TISUS bestehen, um an einer der schwedischen Universitäten und Hochschulen ein Studium beginnen zu dürfen. Austauschstudenten, die nur einen Teil ihres Studiums in Schweden absolvieren, müssen den Test in der Regel nicht ablegen.

## Anmeldung und Durchführung
Die Anmeldung zum TISUS ist kostenpflichtig. Derzeit (Oktober 2017) beträgt die Gebühr für den ganzen Test 2000 schwedische Kronen, für einen Teiltest 1000 Kronen. Der Test wird an sieben schwedischen Universitäts- und Hochschulorten sowie an einigen deutschen Universitäten durchgeführt, meist zweimal im Jahr, jeweils im Mai und November.
Er besteht aus drei Teilen:
- läsförståelse (Leseverständnis)
- skriftlig färdighet (schriftliche Fertigkeiten)
- muntlig färdighet (mündliche Fertigkeiten)

Die Durchführung der ersten beiden Teile erfolgt handschriftlich. Der mündliche Teil ist ein Gespräch, in dem ein bis zwei Prüfer sich mit mehreren Prüflingen über ein vorgegebenes Thema unterhalten, über das die Teilnehmer einige Tage zuvor in Kenntnis gesetzt worden sind. Bewertet wird nicht das Faktenwissen der Prüflinge, sondern deren sprachliches Können.

## Ergebnis
Als Ergebnis gibt es die Noten godkänd (bestanden) und underkänd (nicht bestanden). Feinere Abstufungen werden grundsätzlich nicht vorgenommen. Als Ergänzung zum Zeugnis erhalten die Prüflinge jedoch eine Aufschlüsselung darüber, wie sie in den einzelnen Teilen abgeschnitten haben; in jedem Teil sind maximal fünf Punkte (insgesamt also 15) zu erreichen, von denen man jeweils drei erhalten muss, damit der betreffende Teil als bestanden gilt. Besteht man einen Teil des Testes nicht, muss man nur diesen Teil wiederholen, um das Gesamtergebnis godkänd zu erhalten. Bei Nichtbestehen von zwei Teilen ist der gesamte Test zu wiederholen.